# 歌川貞広 (2代目)
二代目 歌川貞広（にだいめ うたがわ さだひろ、天保9年〈1838年〉 - 明治41年〈1908年〉3月15日）とは、江戸時代末期から明治時代にかけての大坂の浮世絵師、画家。

## 来歴
初代歌川広貞の門人。本姓は三谷、俗称は又三郎。昭皇亭と号す。初名を広兼と称した。三味線の名手鶴沢又吉の子で大坂島の内に生まれる。のち三津寺筋中橋に住む。はじめ円山派の藪長水に絵を学んだが、後に広貞の門人となる。作画期は元治元年（1864年）から没年にかけてで、役者絵や大坂の名所絵、芝居の看板絵を描く。明治14年（1881年）からは大阪朝日新聞の社員となり、新聞の挿絵を描いている。享年71。墓所は天王寺区の下寺町光明寺、法名は高誉貞広禅定門。息子の三谷晴彦は陸軍中尉となったが、日中戦争において戦死している。門人に湯川松堂がいる。

## 作品
- 「大星力弥・中村翫雀　大星由良ノ介・実川延三郎」　中判錦絵2枚続　早稲田大学演劇博物館所蔵　※元治元年9月、大坂中の芝居『仮名手本忠臣蔵』より
- 「浦里・大谷友松　時次郎・中村宗十郎｣　中判錦絵2枚　※慶応元年（1865年）3月、大坂筑後芝居『明烏名残諷』より
- 「三七郎信高・実川額十郎」（忠孝武勇伝）　中判錦絵　早稲田大学演劇博物館所蔵　※慶応2年5月、中の芝居『傾城青陽鶏』より
- 「娘お舟・市川右團次　渡し守頓兵衛・中村雀右衛門」　中判錦絵2枚続　早稲田大学演劇博物館所蔵　※明治元年（1868年）、『神霊矢口渡』
- 「山崎大合戦図」　大判錦絵3枚続　※明治元年頃
- 「伊左衛門・実川延三郎　喜左右衛門・三枡大五郎」　中判錦絵　早稲田大学演劇博物館所蔵　※明治5年9月、大坂角の芝居『廓文章』より
- 「三番叟・中村福助」　中判錦絵　※明治9年9月、筑後芝居『寿式三番叟』より
- 「浪花名所の内　難波橋の図」　横長判錦絵　※明治11年